# ماندول
ماندول یکی از منطقه‌های کشور چاد است. ناحیه ماندول ۶۲۸٬۰۶۵ نفر جمعیت دارد.